# جزيرة ساتو
جزيرة ساتو وهي جزيرة من جزر إندونيسيا، وتقع في إقليم بنغكولو.